# Natalia Han-Ilgiewicz
Natalia Han-Ilgiewicz (ur. 21 maja 1895 w Warszawie, zm. 13 sierpnia 1978 w Łodzi) – polska profesor doktor habilitowana, pedagog, kryminolog, organizatorka opieki nad młodzieżą z problemami wychowawczymi, kierownik Katedry Psychologii Wychowawczej Katolickiego Uniwersytetu Lubelskiego.

## Życiorys
Studia prawnicze ukończyła na Uniwersytecie w Tomsku. Zajmowała się wydalonymi ze szkół uczniami, m.in. organizowała koła opieki nad zaniedbanymi dziećmi. W 1920 była członkiem Komisji Zwalczania Przestępczości Nieletnich w Irkucku. Kierowała też pierwszą eksperymentalną kolonią dla chłopców wykolejonych w okolicach jeziora Bajkał. Do Polski wróciła w 1922 i podjęła studia pod kierunkiem Marii Grzegorzewskiej w Instytucie Pedagogiki Specjalnej w Warszawie. 
Zatrudnienie rozpoczęła w Zakładzie Poprawczym w Wielucianach koło Wilna jako pedagog. Zorganizowała tam i prowadziła szkołę zakładową dla osadzonych. Po przeprowadzce do Warszawy zatrudniła się jako nauczycielka w Towarzystwie Opieki nad Ociemniałymi. Z czasem została dyrektorem pierwszej w Polsce szkoły z internatem dla młodzieży niedostosowanej społecznie. Od 1926 prowadziła wykłady z kryminologii nieletnich w Instytucie Pedagogiki Specjalnej. Od 1935 do 1945 prowadziła szkołę specjalną dla więźniów w Wilnie. Doktoryzowała się w 1939 z prawa karnego i nauk społecznych na Uniwersytecie Stefana Batorego w Wilnie. 
Po zakończeniu II wojny światowej kontynuowała wykłady z kryminologii nieletnich w Państwowym Instytucie Pedagogiki Specjalnej Uniwersytetu Łódzkiego i z psychologii wychowawczej w łódzkim Seminarium Duchownym. Wykładała również pedagogikę specjalną na Wyższej Szkole Higieny Psychicznej w Warszawie.
Od 1945 do 1949 zasiadała w komitecie redakcyjnym Revue de L'Education Surveillée, a także współpracowała z czasopismem Sauvegarde.
W latach 1958–1961 była zastępcą profesora i kierownikiem Katedry Psychologii Wychowawczej Katolickiego Uniwersytetu Lubelskiego, gdzie prowadziła seminaria magisterskie i wykłady z zakresu psychologii wychowawczej, w tym społecznej psychologii wychowawczej, problemów  rodziny, kontaktów w grupach, psychologii wychowawczej specjalnej, pracy z dziećmi niedostosowanymi społecznie oraz szczególnie uzdolnionymi. Poruszała problematykę środków adaptacyjnych,  rewalidacji, resocjalizacji i psychoprofilaktyki. Jej wykłady zapoczątkowały wprowadzone później przedmioty wykładane na kursach: psychologię rodziny, psychologię rehabilitacyjną, psychologię różnic indywidualnych i psychoprofilaktykę, które w latach kolejnych rozwinęły się częściowo w samodzielne katedry.
Na nagrobku poleciła wyryć sobie tytuł pedagog leczniczy.

## Poglądy naukowe
Jej poglądy wychowawcze opierały się w głównej mierze na doświadczeniu takich pedagogów jak Janusz Korczak, Helena Radlińska i Maria Grzegorzewska. Preferowała aktywną postawę wobec rzeczywistości (w tym w sytuacjach trudnych) i lansowała przekonanie o prawie dziecka do szacunku. Według niej celem wychowania winno być poszerzanie granic wolności z jednoczesnym pogłębieniem poczucia odpowiedzialności.

## Publikacje
Najważniejsze książki: 
- Potrzeby psychiczne dziecka, Warszawa, 1959,
- Nieznośni chłopcy, Warszawa, 1960,
- Trudności wychowawcze i ich tło psychiczne, Warszawa, 1961,
- W naszej szkole, Warszawa, 1962,
- Dziecko w konflikcie z prawem karnym, Warszawa, 1965
- Więź rodzinna w aspekcie pedagogiki specjalnej, Warszawa, 1966,
- W poszukiwaniu dróg resocjalizacji, Warszawa, 1967,
- Gawędy o wychowaniu, Warszawa, 1970,
- Mozaikowe ścieżki, Warszawa 1970[1].